# Tom Huddlestone
Andrew Thomas Huddlestone (Nottingham, Inglaterra, 28 de diciembre de 1986) es un exfutbolista de nacionalidad británica que jugaba de centrocampista.

## Selección nacional
Fue internacional con la selección de fútbol de Inglaterra en 4 ocasiones.

## Clubes
| Club                                   | País       | Año       |
| -------------------------------------- | ---------- | --------- |
| Derby County F. C.                     | Inglaterra | 2002-2005 |
| Tottenham Hotspur F. C.                | Inglaterra | 2005-2013 |
| Wolverhampton Wanderers F. C. (cedido) | Inglaterra | 2005-2006 |
| Hull City A. F. C.                     | Inglaterra | 2013-2017 |
| Derby County F. C.                     | Inglaterra | 2017-2020 |
| Hull City A. F. C.                     | Inglaterra | 2021-2022 |
| Manchester United F. C. sub-23         | Inglaterra | 2022-2024 |

## Palmarés

### Campeonatos nacionales
| Título          | Club              | País       | Año  |
| --------------- | ----------------- | ---------- | ---- |
| Copa de la Liga | Tottenham Hotspur | Inglaterra | 2008 |